# Hyperolius pyrrhodictyon
Hyperolius pyrrhodictyon es una especie de anfibios de la familia Hyperoliidae.
Es endémica de Zambia.
Su hábitat natural incluye sabanas secas, sabanas húmedas, zonas secas de arbustos, zonas de arbustos tropicales o subtropicales secos, praderas secas a baja altitud, praderas húmedas o inundadas en alguna estación, ríos, pantanos, lagos de agua dulce, lagos temporales de agua dulce, marismas de agua dulce, corrientes intermitentes de agua dulce, tierra arable, pastos, áreas urbanas, zonas previamente boscosas ahora degradadas, áreas de almacenamiento de agua, estanques, excavaciones a cielo abierto, zonas de regadío, tierras de agricultura parcial o temporalmente inundadas y canales y diques.